# اینتهوون (دهانه)
اینتهوون یک دهانه برخوردی در ماه‌ است.

## دهانه‌های اقماری
این دهانه ۷ دهانه اقماری دارد.
| Einthoven | عرض جغرافیایی | طول جغرافیایی | قطر          |
| --------- | ------------- | ------------- | ------------ |
| G         | ۵.۳° S        | ۱۱۱.۸° E      | ۳۴.۰ کیلومتر |
| K         | ۷.۹° S        | ۱۱۱.۲° E      | ۲۱.۰ کیلومتر |
| M         | ۷.۵° S        | ۱۰۹.۶° E      | ۵۲.۰ کیلومتر |
| L         | ۸.۰° S        | ۱۱۰.۷° E      | ۱۶.۰ کیلومتر |
| P         | ۶.۸° S        | ۱۰۸.۵° E      | ۱۸.۰ کیلومتر |
| R         | ۵.۹° S        | ۱۰۷.۰° E      | ۱۳.۰ کیلومتر |
| X         | ۳.۶° S        | ۱۰۸.۷° E      | ۴۵.۰ کیلومتر |